# Mälaren (fartyg)
Mälaren är ett svenskt k-märkt fiskefartyg.
Mälaren byggdes 1943 på Knippla skeppsvarv på Källö-Knippla för tre fiskare från Öckerö och gick i fiske till slutet av 1970-talet.